# Швиндэгг
Швиндэгг (нем. Schwindegg) — община в Германии, в земле Бавария.
Подчиняется административному округу Верхняя Бавария. Входит в состав района Мюльдорф-на-Инне.
Община подразделяется на 6 сельских округов.
По данным на 31 декабря 2015 года:
- территория — 2076,95 га;
- население — 3532 чел.;
- плотность населения — 170,06 чел./км²;
- землеобеспеченность с учётом внутренних вод — 5880,38 м²/чел.

До 1 января 1994 года община входила в состав административного сообщества Швиндегг.

## Население
По оценке на 31 декабря 2015 года население общины составляет 3532 человек.
| Дата      | 1840 | 1871 | 1900 | 1925 | 1939 | 1950 | 1961 | 1970 | 1987 | 2011 |
| --------- | ---- | ---- | ---- | ---- | ---- | ---- | ---- | ---- | ---- | ---- |
| Население | 1105 | 1189 | 1350 | 1371 | 1333 | 1836 | 1476 | 1665 | 2661 | 3415 |

| Год       | 1960 | 1970 | 1980 | 1990 | 2000 | 2009 | 2010 | 2011 | 2012 | 2013 | 2014 | 2015 |
| --------- | ---- | ---- | ---- | ---- | ---- | ---- | ---- | ---- | ---- | ---- | ---- | ---- |
| Население | 1512 | 1702 | 2229 | 2939 | 3542 | 3465 | 3422 | 3419 | 3455 | 3446 | 3456 | 3532 |

## Личности
Актриса Лоре Фриш родом из этого города.